# Гарасимчук Михайло Олексійович
Гарасимчук Михайло Олексійович (10 березня 1895, село Більче-Золоте, тепер Чортківський район Тернопільської області — 1983, Канада) — український письменник і громадський діяч у Канаді. В 1912 виїхав до Канади на заробітки. У 1917 році вступив до Української соціал-демократичної партії Канади. Тоді ж почав друкувати кореспонденції і вірші в партійній газеті «Робочий народ». В 1928 вийшла збірка оповідань «Відгомін». Був постійним кореспондентом газети «Українське життя» (з 1965 року «Життя і слово»).